# Portojoia
A Portojoia é uma importante feira profissional portuguesa de joalharia, ourivesaria e relojoaria que decorre anualmente no Grande Porto, no recinto da Exponor, em Leça da Palmeira, Matosinhos.
A Portojoia realizou-se pela primeira vez em 1990 e tem periodicidade anual, por regra, no mês de Setembro de cada ano. A edição de 2010 teve lugar entre 22 e 26 de Setembro e contou com 171 empresas expositoras, distribuídas por 4.464 metros quadrados de área líquida de exposição e recebeu um total de 11.335 visitantes profissionais.
A edição de 2011 decorreu entre 21 e 25 de Setembro.